# Ernst Casparsson
Ernst Gustaf Casparsson (Norrköping, 15 novembre 1886 – Norrköping, 7 settembre 1973) è stato un cavaliere svedese, vincitore di una medaglia d'oro nell'equitazione ai Giochi olimpici di Stoccolma 1912 con la squadra svedese di concorso completo, composta anche da Axel Nordlander, Nils Adlercreutz ed Henric Horn af Åminne.

## Palmarès
| Anno | Manifestazione  | Sede      | Evento                        | Risultato   |
| ---- | --------------- | --------- | ----------------------------- | ----------- |
| 1912 | Giochi olimpici | Stoccolma | Concorso completo individuale | 5º          |
| 1912 | Giochi olimpici | Stoccolma | Concorso completo a squadre   | Oro         |
| 1912 | Giochi olimpici | Stoccolma | Salto ostacoli individuale    | 6º ex aequo |